# Trasposizione di Claisen

Schema di una generica trasposizione di Claisen indotta dal calore

La trasposizione di Claisen è una reazione periciclica che porta alla formazione di un nuovo legame carbonio-carbonio, sfruttando gli orbitali molecolari π. In pratica, si tratta di una trasposizione sigmatropica [3,3] di un allil-aril etere che produce un composto carbonilico γ,δ-insaturo.
La reazione fu originariamente descritta da Rainer Ludwig Claisen nel 1912.
La trasposizione di Claisen e le sue varianti sono reazioni pericicliche concertate esotermiche (84 KJ/mol). Il solvente ha un ruolo importante: quelli più polari accelerano fortemente la reazione, stabilizzando la nuvola elettronica π. I solventi che presentano legami idrogeno hanno il maggiore effetto.
In biochimica si osserva la trasposizione di Claisen, enzimaticamente catalizzata, all'interno della via metabolica dell'acido shikimico (biosintesi del prefenato).

## Varianti
La trasposizione di Claisen aromatica implica l'uso di un allil-fenil etere con formazione di un tautomero intermedio che dà origine ad un fenolo orto-sostituito.
La trasposizione di Bellus-Claisen è un'altra variante che consiste nella formazione di esteri, ammidi e tioesteri γ,δ-insaturi per reazione di eteri, ammine e tioeteri allici con cheteni.